# 沃洛涅河畔格朗日
沃洛涅河畔格朗日（法語：Granges-sur-Vologne，法語發音：[ɡʁɑ̃ʒ syʁ vɔlɔɲ] ⓘ）是法国大东部大区孚日省的一个旧市镇，属于孚日圣迪耶区。2016年，沃洛涅河畔格朗日与市镇欧蒙泽合并为新市镇格朗日-欧蒙泽。

## 地理
沃洛涅河畔格朗日（48°8'44"N, 6°47'19"E）面积29.64 平方千米，位于法国大東部大區孚日省，该省份为法国东北部内陆省份，北起默兹省和默尔特-摩泽尔省，西接上马恩省，南至上索恩省和贝尔福地区省，东临上莱茵省和下莱茵省。
与沃洛涅河畔格朗日接壤的市镇（或旧市镇、城区）包括：欧蒙泽。

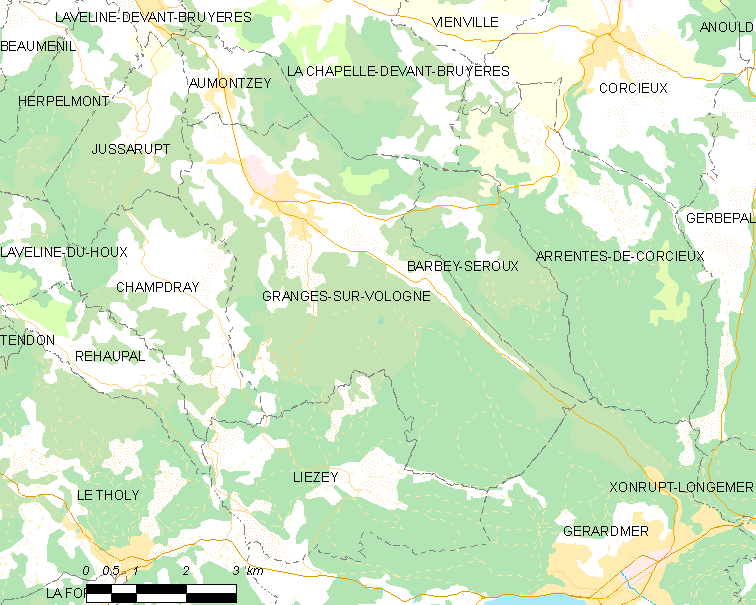
沃洛涅河畔格朗日的OSM定位图

沃洛涅河畔格朗日的时区为UTC+01:00、UTC+02:00（夏令时）。

## 行政
沃洛涅河畔格朗日的邮政编码为88640，INSEE市镇编码为88218。

## 政治
沃洛涅河畔格朗日所属的省级选区为热拉尔梅县。

## 人口

1962-2008年间沃洛涅河畔格朗日人口变化图示

沃洛涅河畔格朗日于2018年1月1日时的人口数量为2149人。